# Anguila
L'anguila, anguila cabot o anguila cabotera (Anguilla anguilla) és una espècie de peix teleosti de l'ordre dels anguil·liformes. És un peix migratori que remunta els corrents d'aigua dolça però que descendeix al mar per criar. Segons la seva mida té diferents denominacions: anguila (més de 35 cm), anguló (entre 10 i 35 cm) i angula (menys de 10 cm).

## Morfologia
- Mida màxima de 150 cm, comuna de 20 i 80 cm (femelles) i de 30 a 40 cm (mascles).
- Cos molt allargat, anguil·liforme, part anterior de secció cilíndrica, la posterior comprimida.
- Escates petites i incloses en la pell, i abundant mucositat.
- Boca terminal, amb la comissura posterior en la vertical del marge anterior de l'ull; mandíbula més prominent que els maxil·lars superiors.
- Obertures branquials laterals, verticals, situades lleugerament per davant de la base de les aletes pectorals, que són normals i sempre presents.
- L'únic orifici nasal és tubular i es troba sobre el musell, per sobre del llavi superior.
- Aletes dorsal i anal confluents amb la caudal; la dorsal s'inicia molt més al darrere que les pectorals.
- Coloració variable, però en general és marró verdosa.

## Comportament
Espècie migradora, catàdroma, present a les aigües costaneres somes i en aigües continentals.

Principals estats europeus en producció d'anguila de piscifactoria (en vermell).

Especialment activa a la nit.

## Alimentació
S'alimenten, segons les fases de creixement de zooplàncton, insectes, crustacis i peixos.

## Reproducció
La fresa es produeix a la Mar dels Sargassos; les larves, després de 2 anys de ser arrossegades pel Corrent del Golf de Mèxic, arriben a les costes europees i de l'Àfrica del Nord. Durant el viatge, les larves s'han transformat en petites angules, les més petites es quedaran a la mar i passaran a ésser mascles; les altres, remuntaran els rius i seran femelles, on passaran el primer hivern enterrades al fang sense menjar, esperant l'arribada de la primavera. Al cap d'un any els surten les escates i es transformen en anguiles grogues; més tard, als 8 o 9 anys que són al riu, es transformen en anguiles platejades i tornen a la mar per trobar-se amb els mascles, aparellar-se i tornar cap a la Mar dels Sargassos per fer la posta.

## Distribució geogràfica
Viu en aigües europees i africanes, a la Mediterrània fins i tot es troba també al curs baix del riu Besòs com una de les quatre espècies de peix autòctones i a la mar Negra. A l'Atlàntic oriental des de la Mar Blanca fins a les costes africanes del paral·lel 25, incloent-hi les illes Açores, Canàries i Madeira.

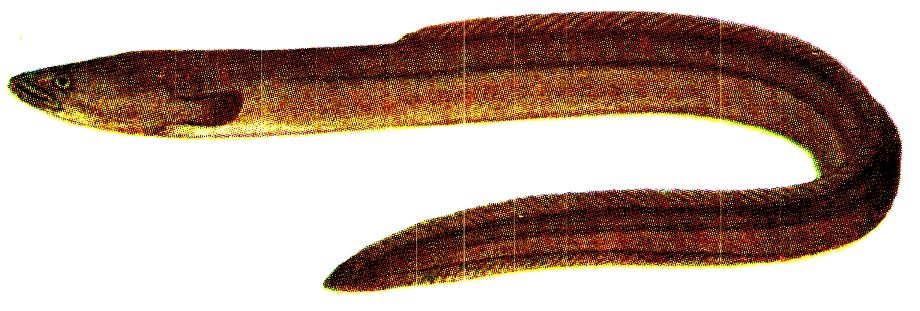
Exemplar d'anguila.

## Pesca
Dues són les modalitats de pesca principals: el bussó (l'únic art autoritzat per a la pesca de l'angula) i el gànguil, emprat al Delta de l'Ebre i a les llacunes per capturar anguiles i angules; també amb nanses, mornells, llences i cucada; ocasionalment, també es capturen amb arts d'arrossegament.
El període de veda de l'anguila al Principat de Catalunya és comprès entre l'11 de març i el 19 d'octubre.
La pesca d'angulons és prohibida per llei.

## Gastronomia: L'anguila a la taula
L'anguila és un peix blau, un xic greixós però de textura fina i delicada. Conté més vitamina A que la majoria dels peixos, a part d'olis omega-3 importants per a una nutrició equilibrada. És l'ingredient principal de l'all i pebre, plat estel·lar de la gastronomia del País Valencià. Al segle xix era també un dels ingredients originals de la paella.
A Alemanya i Holanda, entre altres països del nord d'Europa, l'anguila és molt important a la cuina. Es menja sovint fumada amb pa fosc i mantega. També pot ser l'ingredient d'altres plats, com la Aalsuppe" (sopa d'anguila). A Alemanya la pell no es menja i, normalment quan l'anguila es prepara fresca se l'hi treu la pell abans. A Noruega l'anguila es menja tradicionalment pochée i freda (Kokd kald ål) o en entrepà (Ål smörbrod).
Tot i que el consum d'anguiles hagi decaigut, tradicionalment era un peix apreciat a França on es preparava l'anguila fresca pochée amb vi blanc, en un plat exquisit conegut com a "Anguilles a la bonne femme".
L'anguila és un peix molt important a la cuina tradicional coreana on es menja de moltes formes, com l'Anju, el Bokkeum (sofregida), Jangeo gui (a la brasa) o Jangeo hoe crua amb salsa picant. Sovint els plats coreans a base d'anguila es preparen afegint all, element que, igual que a la cuina valenciana a l'altre extrem de la terra, hom sap que combina molt bé amb el gust d'aquest peix.
També hom troba l'anguila ("unagi" en japonès) a la cuina japonesa on és la base del Kamaboko o paté d'anguila, Unadon o anguila rostida presentada cobrint l'arròs, el Sushi d'anguila, Unagi Kabayaki, entre moltíssims altres plats.
Al País Basc eren tradicionalment molt populars les "Angulas de Aguinaga", angulons preparats d'una manera molt senzilla, amb oli bullent, bitxo i all. Actualment, a causa de les restriccions de pesca d'angulons, es troben succedanis al mercat. Petits "angulons" industrials fets de pasta blanca de peix amb l'ull pintat i tot.
Hi ha gent que rebutja aquest peix o a qui li fa angunia menjar-lo, considerant-lo un peix de poca categoria. Això sovint prové de l'aspecte serpentiforme de l'anguila, que psicològicament predisposa a molta gent contra posar l'anguila a la taula, i no té res a veure amb el gust d'aquest peix.
- Jangeo gui. Anguila preparada a la manera coreana
- Anguila amb all a la japonesa. Arreu del món l'all combina beníssim amb aquest peix.

## Malalties relacionades
Les anguiles, sobretot de les espècies Anguila anguila i Anguila japonica, poden ser infectades per bacteris de l'espècie Vibrio vulnificus. Aquesta infecció provoca grans pèrdues econòmiques ja que implica una gran taxa de mortalitat en aquests peixos.

## Estat de conservació
Les principals amenaces són la sobrepesca (sobretot, a França, la península Ibèrica i la Gran Bretanya), la introducció accidental des del Japó del nematode Anguillicola crassus, la construcció de preses, el canvi climàtic i l'augment del nombre dels seus depredadors (com ara, els corbs marins) a tot Europa.